# Saint-Pierre (Italia)
Saint-Pierre es una localidad y comuna italiana de la región del Valle de Aosta. Tiene una población estimada, a principios de 2021, de 3201 habitantes.
Se ubica en la orilla septentrional del río Dora Baltea, unos 5 km al suroeste de la ciudad de Aosta sobre la carretera SS26 que lleva a Francia.
El municipio alberga dos castillos medievales, ya que en la Edad Media estuvo repartido entre dos familias nobles: el castillo de Saint-Pierre y el castillo Sarriod de la Tour.

## Evolución demográfica
| Gráfica de evolución demográfica de Saint-Pierre entre 1861 y 2001 |
|                                                                    |
| Fuente ISTAT - elaboración gráfica de Wikipedia                    |